# Лауреати Державної премії України в галузі науки і техніки (2004)
Державна премія України в галузі науки і техніки — лауреати 2004 року.
На підставі подання Комітету з Державних премій України в галузі науки і техніки Президент України Леонід Кучма видав Указ № 1458/2004 від 9 грудня 2004 року «Про присудження Державних премій України в галузі науки і техніки 2004 року».
На 2004 рік розмір Державної премії України в галузі науки і техніки склав 100 000 гривень кожна.

## Лауреати Державної премії України в галузі науки і техніки 2004 року
| Премійована робота | Лауреати                         | Коротко про лауреата |
| --- | -------------------------------- | --- |
| За комплексне дослідження впливу Чорнобильської катастрофи на природне середовище, наукове обґрунтування реабілітації забруднених територій та радіаційного захисту населення України                               | Гродзинський Дмитро Михайлович   | академік Національної академії наук України, завідувач відділу Інституту клітинної біології і генетичної інженерії НАН України                                                         |
| За комплексне дослідження впливу Чорнобильської катастрофи на природне середовище, наукове обґрунтування реабілітації забруднених територій та радіаційного захисту населення України                               | Францевич Леонід Іванович        | член-кореспондент Національної академії наук України, головний науковий співробітник Інституту зоології імені І. І. Шмальгаузена НАН України                                           |
| За комплексне дослідження впливу Чорнобильської катастрофи на природне середовище, наукове обґрунтування реабілітації забруднених територій та радіаційного захисту населення України                               | Сердюк Андрій Михайлович         | доктор медичних наук, директор Інституту гігієни та медичної екології імені О. М. Марзеєва                                                                                             |
| За комплексне дослідження впливу Чорнобильської катастрофи на природне середовище, наукове обґрунтування реабілітації забруднених територій та радіаційного захисту населення України                               | Кашпаров Валерій Олександрович   | доктор біологічних наук, директор Українського науково-дослідного інституту сільськогосподарської радіології                                                                           |
| За комплексне дослідження впливу Чорнобильської катастрофи на природне середовище, наукове обґрунтування реабілітації забруднених територій та радіаційного захисту населення України                               | Прістер Борис Самуілович         | доктор біологічних наук, головний науковий співробітник Українського науково-дослідного інституту сільськогосподарської радіології                                                     |
| За комплексне дослідження впливу Чорнобильської катастрофи на природне середовище, наукове обґрунтування реабілітації забруднених територій та радіаційного захисту населення України                               | Бондаренко Герман Миколайович    | доктор геолого-мінералогічних наук, заступник директора Інституту геохімії навколишнього середовища НАН України                                                                        |
| За комплексне дослідження впливу Чорнобильської катастрофи на природне середовище, наукове обґрунтування реабілітації забруднених територій та радіаційного захисту населення України                               | Богданов Григорій Олександрович  | доктор сільськогосподарських наук, професор кафедри Національного аграрного університету                                                                                               |
| За комплексне дослідження впливу Чорнобильської катастрофи на природне середовище, наукове обґрунтування реабілітації забруднених територій та радіаційного захисту населення України                               | Ліхтарьов Ілля Аронович          | доктор фізико-математичних наук, завідувач відділу Наукового центру радіаційної медицини                                                                                               |
| За комплексне дослідження впливу Чорнобильської катастрофи на природне середовище, наукове обґрунтування реабілітації забруднених територій та радіаційного захисту населення України                               | Железняк Марко Йосипович         | кандидат фізико-математичних наук, завідувач відділу Інституту проблем математичних машин і систем НАН України                                                                         |
| За комплексне дослідження впливу Чорнобильської катастрофи на природне середовище, наукове обґрунтування реабілітації забруднених територій та радіаційного захисту населення України                               | Войцехович Олег Вадимович        | кандидат географічних наук, завідувач відділу Українського науково-дослідного гідрометеорологічного інституту                                                                          |
| За розробку та впровадження високоефективної природоохоронної технології видобутку корисних копалин в складних гідрогеологічних умовах                                                                              | Блізнюков Віктору Григорович     | доктор технічних наук, директор Державного науково-дослідного гірничорудного інституту                                                                                                 |
| За розробку та впровадження високоефективної природоохоронної технології видобутку корисних копалин в складних гідрогеологічних умовах                                                                              | Чистяков Євгеній Петрович        | кандидат технічних наук, завідувач лабораторії Державного науково-дослідного гірничорудного інституту                                                                                  |
| За розробку та впровадження високоефективної природоохоронної технології видобутку корисних копалин в складних гідрогеологічних умовах                                                                              | Сторчак Сергій Олександрович     | доктор технічних наук, голова Державного комітету України з нагляду за охороною праці                                                                                                  |
| За розробку та впровадження високоефективної природоохоронної технології видобутку корисних копалин в складних гідрогеологічних умовах                                                                              | Швидько Петро Васильович         | кандидат технічних наук, генеральний директор концерну «Південруда», м. Дніпропетровськ                                                                                                |
| За розробку та впровадження високоефективної природоохоронної технології видобутку корисних копалин в складних гідрогеологічних умовах                                                                              | Фурман Олександр Іванович        | генеральний директор закритого акціонерного товариства «Запорізький залізорудний комбінат»                                                                                             |
| За розробку та впровадження високоефективної природоохоронної технології видобутку корисних копалин в складних гідрогеологічних умовах                                                                              | Замишляєв Олександр Геннадійович | технічний секретар спостережної ради закритого акціонерного товариства «Запорізький залізорудний комбінат»                                                                             |
| За розробку та впровадження високоефективної природоохоронної технології видобутку корисних копалин в складних гідрогеологічних умовах                                                                              | Драгунов Володимир Прокопович    | колишній генеральний директор закритого акціонерного товариства «Запорізький залізорудний комбінат»                                                                                    |
| За розробку та впровадження високоефективної природоохоронної технології видобутку корисних копалин в складних гідрогеологічних умовах                                                                              | Слободчиков Георгій Іванович     | колишній інженер-конструктор закритого акціонерного товариства «Запорізький залізорудний комбінат»                                                                                     |
| За розробку та впровадження високоефективної природоохоронної технології видобутку корисних копалин в складних гідрогеологічних умовах                                                                              | Борисенко Сергій Григорович      | доктор технічних наук (посмертно) |
| За розробку та впровадження високоефективної природоохоронної технології видобутку корисних копалин в складних гідрогеологічних умовах                                                                              | Малий Аль Миколайович            | кандидат технічних наук, (посмертно) |
| За розробку та впровадження в інституційній системі України інноваційних організаційно-економічних та інформаційних технологій                                                                                      | Азаров Микола Янович             | член-кореспондент Національної академії наук України, перший віце-прем'єр міністр України                                                                                              |
| За розробку та впровадження в інституційній системі України інноваційних організаційно-економічних та інформаційних технологій                                                                                      | Ярошенко Федір Олексійович       | доктор економічних наук, голова Державної податкової адміністрації України |
| За розробку та впровадження в інституційній системі України інноваційних організаційно-економічних та інформаційних технологій                                                                                      | Козаченко Сергій Вікторович      | доктор економічних наук, директор товариства з обмеженою відповідальністю «Міжнародний центр розвитку підприємництва та менеджменту»                                                   |
| За розробку та впровадження в інституційній системі України інноваційних організаційно-економічних та інформаційних технологій                                                                                      | Гриша Сергій Миколайович         | доктор технічних наук, завідувач відділу товариства з обмеженою відповідальністю «Міжнародний центр розвитку підприємництва та менеджменту»                                            |
| За розробку та впровадження в інституційній системі України інноваційних організаційно-економічних та інформаційних технологій                                                                                      | Новицький Валерій Євгенович      | доктор економічних наук, завідувач відділу Інституту світової економіки і міжнародних відносин НАН України                                                                             |
| За створення та впровадження ефективних технологій, що підвищують експлуатаційний ресурс інженерних систем життєзабезпечення                                                                                        | Болотських Микола Степанович     | доктор технічних наук, ректор Харківського державного технічного університету будівництва та архітектури                                                                               |
| За створення та впровадження ефективних технологій, що підвищують експлуатаційний ресурс інженерних систем життєзабезпечення                                                                                        | Гончаренко Дмитро Федорович      | доктор технічних наук, проректор Харківського державного технічного університету будівництва та архітектури                                                                            |
| За створення та впровадження ефективних технологій, що підвищують експлуатаційний ресурс інженерних систем життєзабезпечення                                                                                        | Санков Георгій Олександрович     | кандидат технічних наук, старший науковий співробітник Харківського державного технічного університету будівництва та архітектури                                                      |
| За створення та впровадження ефективних технологій, що підвищують експлуатаційний ресурс інженерних систем життєзабезпечення                                                                                        | Семчук Григорій Михайлович       | кандидат технічних наук, голова Державного комітету України з питань житлово-комунального господарства                                                                                 |
| За створення та впровадження ефективних технологій, що підвищують експлуатаційний ресурс інженерних систем життєзабезпечення                                                                                        | Потапов Василь Іванович          | народний депутат України |
| За створення та впровадження ефективних технологій, що підвищують експлуатаційний ресурс інженерних систем життєзабезпечення                                                                                        | Корінько Іван Васильович         | доктор технічних наук, генеральний директор Державного комунального підприємства «Харківкомуночиствод»                                                                                 |
| За створення та впровадження ефективних технологій, що підвищують експлуатаційний ресурс інженерних систем життєзабезпечення                                                                                        | Клейн Юхим Борисович             | кандидат технічних наук, головний інженер Державного комунального підприємства «Харківкомуночиствод»                                                                                   |
| За створення та впровадження ефективних технологій, що підвищують експлуатаційний ресурс інженерних систем життєзабезпечення                                                                                        | Піліграм Сергій Сергійович       | кандидат технічних наук, заступник генерального директора Державного комунального підприємства «Харківкомуночиствод»                                                                   |
| За створення та впровадження ефективних технологій, що підвищують експлуатаційний ресурс інженерних систем життєзабезпечення                                                                                        | Коваленко Олександр Миколайович  | кандидат технічних наук, директор комплексу «Харківводовідведення» Державного комунального підприємства «Харківкомуночиствод»                                                          |
| За інвестиційний металургійний комплекс інноваційних технологій виробництва сталі і суцільнокатаних залізничних коліс, які забезпечують високу конкурентоспроможність їх на міжнародних ринках транспортного металу | Гасик Михайло Іванович           | академік Національної академії наук України, завідувач кафедри Національної металургійної академії України                                                                             |
| За інвестиційний металургійний комплекс інноваційних технологій виробництва сталі і суцільнокатаних залізничних коліс, які забезпечують високу конкурентоспроможність їх на міжнародних ринках транспортного металу | Пройдак Юрій Сергійович          | доктор технічних наук, проректор Національної металургійної академії України |
| За інвестиційний металургійний комплекс інноваційних технологій виробництва сталі і суцільнокатаних залізничних коліс, які забезпечують високу конкурентоспроможність їх на міжнародних ринках транспортного металу | Єсаулов Василь Петрович          | доктор технічних наук, професор Національної металургійної академії України |
| За інвестиційний металургійний комплекс інноваційних технологій виробництва сталі і суцільнокатаних залізничних коліс, які забезпечують високу конкурентоспроможність їх на міжнародних ринках транспортного металу | Пінчук Віктору Михайлович        | кандидат технічних наук, народний депутат України |
| За інвестиційний металургійний комплекс інноваційних технологій виробництва сталі і суцільнокатаних залізничних коліс, які забезпечують високу конкурентоспроможність їх на міжнародних ринках транспортного металу | Єсаулов Геннадій Олександрович   | кандидат технічних наук, генеральний директор відкритого акціонерного товариства «Нижньодніпровський трубопрокатний завод»                                                             |
| За інвестиційний металургійний комплекс інноваційних технологій виробництва сталі і суцільнокатаних залізничних коліс, які забезпечують високу конкурентоспроможність їх на міжнародних ринках транспортного металу | Козловський Альфред Іванович     | директор Інституту з розвитку відкритого акціонерного товариства «Нижньодніпровський трубопрокатний завод»                                                                             |
| За інвестиційний металургійний комплекс інноваційних технологій виробництва сталі і суцільнокатаних залізничних коліс, які забезпечують високу конкурентоспроможність їх на міжнародних ринках транспортного металу | Кірічко Олександр Іванович       | голова спостережної ради відкритого акціонерного товариства «Нижньодніпровський трубопрокатний завод»                                                                                  |
| За інвестиційний металургійний комплекс інноваційних технологій виробництва сталі і суцільнокатаних залізничних коліс, які забезпечують високу конкурентоспроможність їх на міжнародних ринках транспортного металу | Чуприна Любов Володимирівна      | начальник технологічного управління відкритого акціонерного товариства «Нижньодніпровський трубопрокатний завод»                                                                       |
| За інвестиційний металургійний комплекс інноваційних технологій виробництва сталі і суцільнокатаних залізничних коліс, які забезпечують високу конкурентоспроможність їх на міжнародних ринках транспортного металу | Пінчук Михайло Аронович          | директор товариства з обмеженою відповідальністю «Інтерпайп» |
| За інвестиційний металургійний комплекс інноваційних технологій виробництва сталі і суцільнокатаних залізничних коліс, які забезпечують високу конкурентоспроможність їх на міжнародних ринках транспортного металу | Медовар Борис Ізраїльович        | академік Національної академії наук України (посмертно) |
| За цикл робіт «Наукові основи формування ресурсів підземних вод як джерела якісного водопостачання та раціонального господарського водокористування»                                                                | Шестопалов Вячеслав Михайлович   | академік Національної академії наук України, заступник директора Інституту геологічних наук НАН України                                                                                |
| За цикл робіт «Наукові основи формування ресурсів підземних вод як джерела якісного водопостачання та раціонального господарського водокористування»                                                                | Лялько Вадим Іванович            | член-кореспондент Національної академії наук України, директор Центру аерокосмічних досліджень Землі Інституту геологічних наук НАН України                                            |
| За цикл робіт «Наукові основи формування ресурсів підземних вод як джерела якісного водопостачання та раціонального господарського водокористування»                                                                | Огняник Микола Степанович        | доктор геолого-мінералогічних наук, завідувач відділу Інституту геологічних наук НАН України                                                                                           |
| За цикл робіт «Наукові основи формування ресурсів підземних вод як джерела якісного водопостачання та раціонального господарського водокористування»                                                                | Ситніков Анатолій Борисович      | доктор геолого-мінералогічних наук, завідувач відділу Інституту геологічних наук НАН України                                                                                           |
| За цикл робіт «Наукові основи формування ресурсів підземних вод як джерела якісного водопостачання та раціонального господарського водокористування»                                                                | Сухоребрий Арнольд Олексійович   | доктор геологічних наук, провідний науковий співробітник Інституту геологічних наук НАН України                                                                                        |
| За цикл робіт «Наукові основи формування ресурсів підземних вод як джерела якісного водопостачання та раціонального господарського водокористування»                                                                | Гудзенко Вадим Вікторович        | кандидат геолого-мінералогічних наук, старший науковий співробітник Інституту геологічних наук НАН України                                                                             |
| За цикл робіт «Наукові основи формування ресурсів підземних вод як джерела якісного водопостачання та раціонального господарського водокористування»                                                                | Скальський Олександр Сергійович  | кандидат геолого-мінералогічних наук, старший науковий співробітник Інституту геологічних наук НАН України                                                                             |
| За цикл робіт «Наукові основи формування ресурсів підземних вод як джерела якісного водопостачання та раціонального господарського водокористування»                                                                | Дробноход Микола Іванович        | доктор геолого-мінералогічних наук, віце-президент Міжрегіональної академії управління персоналом                                                                                      |
| За цикл робіт «Наукові основи формування ресурсів підземних вод як джерела якісного водопостачання та раціонального господарського водокористування»                                                                | Яковлєв Євген Олександрович      | доктор технічних наук, завідувач відділу Українського інституту досліджень навколишнього середовища і ресурсів при Раді національної безпеки і оборони України                         |
| За цикл робіт «Наукові основи формування ресурсів підземних вод як джерела якісного водопостачання та раціонального господарського водокористування»                                                                | Руденко Юрій Федорович           | кандидат геолого-мінералогічних наук, заступник директора Науково-інженерного центру радіогідрогеоекологічних полігонних досліджень при Президії НАН України                           |
| За розробку та впровадження новітніх продуктів і обладнання з метою забезпечення дітей вітчизняним високоякісним консервованим харчуванням рослинного походження                                                    | Антипкін Юрій Геннадійович       | доктор медичних наук, заступник директора Інституту педіатрії, акушерства та гінекології                                                                                               |
| За розробку та впровадження новітніх продуктів і обладнання з метою забезпечення дітей вітчизняним високоякісним консервованим харчуванням рослинного походження                                                    | Пилипенко Юрій Дмитрович         | кандидат економічних наук, директор Державного науково-дослідного і проектно-конструкторського інституту «Консервпромкомплекс»                                                         |
| За розробку та впровадження новітніх продуктів і обладнання з метою забезпечення дітей вітчизняним високоякісним консервованим харчуванням рослинного походження                                                    | Верхівкер Яків Григорович        | доктор технічних наук, головний технолог відкритого акціонерного товариства «Одеський консервний завод дитячого харчування»                                                            |
| За розробку та впровадження новітніх продуктів і обладнання з метою забезпечення дітей вітчизняним високоякісним консервованим харчуванням рослинного походження                                                    | Файнгет Борис Емануїлович        | головний інженер відкритого акціонерного товариства «Одеський консервний завод дитячого харчування»                                                                                    |
| За розробку та впровадження новітніх продуктів і обладнання з метою забезпечення дітей вітчизняним високоякісним консервованим харчуванням рослинного походження                                                    | Лук Ілля Григорович              | голова правління відкритого акціонерного товариства «Барський машинобудівний завод» |
| За розробку та впровадження новітніх продуктів і обладнання з метою забезпечення дітей вітчизняним високоякісним консервованим харчуванням рослинного походження                                                    | Зайка Володимир Петрович         | заступник голови правління відкритого акціонерного товариства «Барський машинобудівний завод»                                                                                          |
| За розробку та впровадження новітніх продуктів і обладнання з метою забезпечення дітей вітчизняним високоякісним консервованим харчуванням рослинного походження                                                    | Хода Євген Григорович            | головний інженер відкритого акціонерного товариства «Барський машинобудівний завод» |
| За розробку та впровадження новітніх продуктів і обладнання з метою забезпечення дітей вітчизняним високоякісним консервованим харчуванням рослинного походження                                                    | Панькевич Михайло Мойсейович     | заступник головного конструктора відкритого акціонерного товариства «Барський машинобудівний завод»                                                                                    |
| За розробку та впровадження новітніх продуктів і обладнання з метою забезпечення дітей вітчизняним високоякісним консервованим харчуванням рослинного походження                                                    | Лебедович Віталій Миколайович    | головний спеціаліст відкритого акціонерного товариства «Барський машинобудівний завод»                                                                                                 |
| За розробку та впровадження новітніх продуктів і обладнання з метою забезпечення дітей вітчизняним високоякісним консервованим харчуванням рослинного походження                                                    | Ляшенко Олександр Володимирович  | головний інженер відкритого акціонерного товариства «Адигейський консервний комбінат» Російська Федерація                                                                              |
| За електричне зварювання м'яких живих тканин | Патон Борис Євгенович            | академік Національної академії наук України, директор Інституту електрозварювання імені Є. О. Патона НАН України                                                                       |
| За електричне зварювання м'яких живих тканин | Лебедєв Володимир Костянтинович  | академік Національної академії наук України, радник дирекції Інституту електрозварювання імені Є. О. Патона НАН України                                                                |
| За електричне зварювання м'яких живих тканин | Лебедєв Олексій Володимирович    | доктор технічних наук, завідувач відділу Інституту електрозварювання імені Є. О. Патона НАН України                                                                                    |
| За електричне зварювання м'яких живих тканин | Захараш Михайло Петрович         | доктор медичних наук, начальник Військово-медичного управління Служби безпеки України                                                                                                  |
| За електричне зварювання м'яких живих тканин | Ничитайло Михайло Юхимович       | доктор медичних наук, заступник директора Інституту хірургії та трансплантології |
| За електричне зварювання м'яких живих тканин | Фурманов Юрій Олександрович      | доктор медичних наук, керівник відділу Інституту хірургії та трансплантології |
| За електричне зварювання м'яких живих тканин | Іванова Ольга Миколаївна         | кандидат технічних наук, директор Міжнародної асоціації «Зварювання» |
| За електричне зварювання м'яких живих тканин | Макаров Анатолій Васильович      | кандидат медичних наук, завідувач кафедри Київської медичної академії післядипломної освіти імені П. Л. Шупика                                                                         |
| За електричне зварювання м'яких живих тканин | Подпрятов Сергій Євгенійович     | кандидат медичних наук, головний хірург Київської міської клінічної лікарні № 1 |
| За електричне зварювання м'яких живих тканин | Захараш Юрій Михайлович          | кандидат медичних наук, доцент кафедри Національного медичного університету імені О. О. Богомольця                                                                                     |
| За створення, освоєння виробництва і впровадження вітчизняного мотор-вагонного рухомого складу соціального призначення для пасажирських перевезень приміського сполучення                                           | Голубенко Олександр Леонідович   | доктор технічних наук, ректор Східноукраїнського національного університету імені Володимира Даля                                                                                      |
| За створення, освоєння виробництва і впровадження вітчизняного мотор-вагонного рухомого складу соціального призначення для пасажирських перевезень приміського сполучення                                           | Тартаковський Едуард Давидович   | доктор технічних наук, завідувач кафедри Української державної академії залізничного транспорту                                                                                        |
| За створення, освоєння виробництва і впровадження вітчизняного мотор-вагонного рухомого складу соціального призначення для пасажирських перевезень приміського сполучення                                           | Мельников Микола Петрович        | народний депутат України |
| За створення, освоєння виробництва і впровадження вітчизняного мотор-вагонного рухомого складу соціального призначення для пасажирських перевезень приміського сполучення                                           | Бикадоров Віктор Петрович        | голова правління відкритого акціонерного товариства "Холдінгова компанія «Луганськтепловоз»                                                                                            |
| За створення, освоєння виробництва і впровадження вітчизняного мотор-вагонного рухомого складу соціального призначення для пасажирських перевезень приміського сполучення                                           | Басов Геннадій Григорович        | кандидат технічних наук, технічний директор відкритого акціонерного товариства "Холдінгова компанія «Луганськтепловоз»                                                                 |
| За створення, освоєння виробництва і впровадження вітчизняного мотор-вагонного рухомого складу соціального призначення для пасажирських перевезень приміського сполучення                                           | Найш Наум Мусійович              | заступник технічного директора відкритого акціонерного товариства "Холдінгова компанія «Луганськтепловоз»                                                                              |
| За створення, освоєння виробництва і впровадження вітчизняного мотор-вагонного рухомого складу соціального призначення для пасажирських перевезень приміського сполучення                                           | Міщенко Костянтин Павлович       | головний конструктор відкритого акціонерного товариства "Холдінгова компанія «Луганськтепловоз»                                                                                        |
| За створення, освоєння виробництва і впровадження вітчизняного мотор-вагонного рухомого складу соціального призначення для пасажирських перевезень приміського сполучення                                           | Березницький Валерій Аркадійович | начальник відділу відкритого акціонерного товариства "Холдінгова компанія «Луганськтепловоз»                                                                                           |
| За створення, освоєння виробництва і впровадження вітчизняного мотор-вагонного рухомого складу соціального призначення для пасажирських перевезень приміського сполучення                                           | Сергієнко Микола Іванович        | кандидат технічних наук, начальник Головного управління Державної адміністрації залізничного транспорту України                                                                        |
| За технологію і обладнання для комплексної модернізації виробництва та постачання теплоти (розробка, апробація, впровадження)                                                                                       | Долінський Анатолій Андрійович   | академік Національної академії наук України, директор Інституту технічної теплофізики НАН України                                                                                      |
| За технологію і обладнання для комплексної модернізації виробництва та постачання теплоти (розробка, апробація, впровадження)                                                                                       | Грищенко Тетяна Георгіївна       | доктор технічних наук, старший науковий співробітник Інституту технічної теплофізики НАН України                                                                                       |
| За технологію і обладнання для комплексної модернізації виробництва та постачання теплоти (розробка, апробація, впровадження)                                                                                       | Декуша Леонід Васильович         | кандидат технічних наук, завідувач відділу Інституту технічної теплофізики НАН України                                                                                                 |
| За технологію і обладнання для комплексної модернізації виробництва та постачання теплоти (розробка, апробація, впровадження)                                                                                       | Сігал Олександр Ісакович         | кандидат технічних наук, завідувач відділу Інституту технічної теплофізики НАН України                                                                                                 |
| За технологію і обладнання для комплексної модернізації виробництва та постачання теплоти (розробка, апробація, впровадження)                                                                                       | Булавка Анатолій Васильович      | кандидат біологічних наук, старший науковий співробітник Інституту технічної теплофізики НАН України                                                                                   |
| За технологію і обладнання для комплексної модернізації виробництва та постачання теплоти (розробка, апробація, впровадження)                                                                                       | Воробйов Леонід Йосипович        | кандидат технічних наук, провідний науковий співробітник Інституту технічної теплофізики НАН України                                                                                   |
| За технологію і обладнання для комплексної модернізації виробництва та постачання теплоти (розробка, апробація, впровадження)                                                                                       | Сердюк Сергій Дмитрович          | заступник генерального директора Акціонерної енергопостачальної компанії «Київенерго»                                                                                                  |
| За технологію і обладнання для комплексної модернізації виробництва та постачання теплоти (розробка, апробація, впровадження)                                                                                       | Вайль Ігор Валентинович          | генеральний директор орендного підприємства «Кримтеплокомуненерго» |
| За технологію і обладнання для комплексної модернізації виробництва та постачання теплоти (розробка, апробація, впровадження)                                                                                       | Лавренцов Євген Михайлович       | науковий співробітник Інституту газу НАН України |
| За технологію і обладнання для комплексної модернізації виробництва та постачання теплоти (розробка, апробація, впровадження)                                                                                       | Назаренко Олег Олексійович       | директор колективного малого підприємства «Промел» |
| За цикл праць «Нові оптичні та магнітооптичні явища в антиферомагнетиках» | Петров Ельмар Григорович         | член-кореспондент Національної академії наук України, завідувач відділу Інституту теоретичної фізики імені М. М. Боголюбова НАН України                                                |
| За цикл праць «Нові оптичні та магнітооптичні явища в антиферомагнетиках» | Гнатченко Сергій Леонідович      | член-кореспондент Національної академії наук України, заступник директора Фізико-технічного інституту низьких температур імені Б. І. Вєркіна НАН України                               |
| За цикл праць «Нові оптичні та магнітооптичні явища в антиферомагнетиках» | Харченко Микола Федорович        | член-кореспондент Національної академії наук України, завідувач відділу Фізико-технічного інституту низьких температур імені Б. І. Вєркіна НАН України                                 |
| За цикл праць «Нові оптичні та магнітооптичні явища в антиферомагнетиках» | Чупис Ірина Євгенівна            | доктор фізико-математичних наук, провідний науковий співробітник Фізико-технічного інституту низьких температур імені Б. І. Вєркіна НАН України                                        |
| За цикл праць «Нові оптичні та магнітооптичні явища в антиферомагнетиках» | Гнезділов Володимир Петрович     | кандидат фізико-математичних наук, старший науковий співробітник Фізико-технічного інституту низьких температур імені Б. І. Вєркіна НАН України                                        |
| За цикл праць «Нові оптичні та магнітооптичні явища в антиферомагнетиках» | Єременко Андрій Вікторович       | кандидат фізико-математичних наук, старший науковий співробітник Фізико-технічного інституту низьких температур імені Б. І. Вєркіна НАН України                                        |
| За цикл праць «Нові оптичні та магнітооптичні явища в антиферомагнетиках» | Фомін Валерій Ігнатович          | кандидат фізико-математичних наук, старший науковий співробітник Фізико-технічного інституту низьких температур імені Б. І. Вєркіна НАН України                                        |
| За цикл праць «Нові оптичні та магнітооптичні явища в антиферомагнетиках» | Пашкевич Юрій Георгійович        | доктор фізико-математичних наук, завідувач відділу Донецького фізико-технічного інституту імені О. О. Галкіна НАН України                                                              |
| За цикл праць «Нові оптичні та магнітооптичні явища в антиферомагнетиках» | Любчанський Ігор Леонідович      | доктор фізико-математичних наук, провідний науковий співробітник Донецького фізико-технічного інституту імені О. О. Галкіна НАН України                                                |
| За розробку і впровадження в серійне виробництво нового покоління комплексу дальньої радіотехнічної розвідки стратегічного призначення «Кольчуга»                                                                   | Башков Євген Олександрович       | доктор технічних наук, проректор Донецького національного технічного університету |
| За розробку і впровадження в серійне виробництво нового покоління комплексу дальньої радіотехнічної розвідки стратегічного призначення «Кольчуга»                                                                   | Яковлев Віталій Васильович       | доктор технічних наук, виконавчий директор товариства з обмеженою відповідальністю "Компанія «Інвестиції і технології»                                                                 |
| За розробку і впровадження в серійне виробництво нового покоління комплексу дальньої радіотехнічної розвідки стратегічного призначення «Кольчуга»                                                                   | Немчин Олександр Федорович       | кандидат технічних наук, президент товариства з обмеженою відповідальністю "Компанія «Інвестиції і технології»                                                                         |
| За розробку і впровадження в серійне виробництво нового покоління комплексу дальньої радіотехнічної розвідки стратегічного призначення «Кольчуга»                                                                   | Рябкін Юрій Вікторович           | голова правління відкритого акціонерного товариства «Топаз» |
| За розробку і впровадження в серійне виробництво нового покоління комплексу дальньої радіотехнічної розвідки стратегічного призначення «Кольчуга»                                                                   | Гришко Микола Мефодійович        | голова правління відкритого акціонерного товариства «Спеціальне конструкторське бюро радіотехнічних приладів»                                                                          |
| За розробку і впровадження в серійне виробництво нового покоління комплексу дальньої радіотехнічної розвідки стратегічного призначення «Кольчуга»                                                                   | Коротков В'ячеслав Валентинович  | головний інженер відкритого акціонерного товариства «Спеціальне конструкторське бюро радіотехнічних приладів»                                                                          |
| За розробку і впровадження в серійне виробництво нового покоління комплексу дальньої радіотехнічної розвідки стратегічного призначення «Кольчуга»                                                                   | Марченко Василь Васильович       | заступник головного інженера відкритого акціонерного товариства «Спеціальне конструкторське бюро радіотехнічних приладів»                                                              |
| За розробку і впровадження в серійне виробництво нового покоління комплексу дальньої радіотехнічної розвідки стратегічного призначення «Кольчуга»                                                                   | Карнаух Валерій Всеволодович     | начальник відділу відкритого акціонерного товариства «Спеціальне конструкторське бюро радіотехнічних приладів»                                                                         |
| За розробку і впровадження в серійне виробництво нового покоління комплексу дальньої радіотехнічної розвідки стратегічного призначення «Кольчуга»                                                                   | Малєв Валерій Іванович           | колишній генеральний директор Державної компанії з експорту та імпорту продукції і послуг військового та спеціального призначення «Укрспецекспорт» (посмертно)                         |
| За інформаційно-телекомунікаційні системи з використанням мікрохвильових технологій та спеціалізованих обчислювальних засобів                                                                                       | Ільченко Михайло Юхимович        | член-кореспондент Національної академії наук України, проректор Національного технічного університету України «Київський політехнічний інститут»                                       |
| За інформаційно-телекомунікаційні системи з використанням мікрохвильових технологій та спеціалізованих обчислювальних засобів                                                                                       | Якименко Юрій Іванович           | член-кореспондент Національної академії наук України, проректор Національного технічного університету України «Київський політехнічний інститут»                                       |
| За інформаційно-телекомунікаційні системи з використанням мікрохвильових технологій та спеціалізованих обчислювальних засобів                                                                                       | Бунін Сергій Георгійович         | доктор технічних наук, провідний науковий співробітник Науково-дослідного інституту телекомунікацій Національного технічного університету України «Київський політехнічний інститут»   |
| За інформаційно-телекомунікаційні системи з використанням мікрохвильових технологій та спеціалізованих обчислювальних засобів                                                                                       | Кравчук Сергій Олександрович     | кандидат технічних наук, провідний науковий співробітник Науково-дослідного інституту телекомунікацій Національного технічного університету України «Київський політехнічний інститут» |
| За інформаційно-телекомунікаційні системи з використанням мікрохвильових технологій та спеціалізованих обчислювальних засобів                                                                                       | Сизранов Валерій Олександрович   | старший науковий співробітник Науково-дослідного інституту телекомунікацій Національного технічного університету України «Київський політехнічний інститут»                            |
| За інформаційно-телекомунікаційні системи з використанням мікрохвильових технологій та спеціалізованих обчислювальних засобів                                                                                       | Боюн Віталій Петрович            | доктор технічних наук, завідувач відділу Інституту кібернетики імені В. М. Глушкова НАН України                                                                                        |
| За інформаційно-телекомунікаційні системи з використанням мікрохвильових технологій та спеціалізованих обчислювальних засобів                                                                                       | Чміль Володимир Мусійович        | кандидат технічних наук, генеральний директор відкритого акціонерного товариства "Науково-виробниче підприємство «Сатурн»                                                              |
| За інформаційно-телекомунікаційні системи з використанням мікрохвильових технологій та спеціалізованих обчислювальних засобів                                                                                       | Лук'яненко Микола Васильович     | головний конструктор Державного підприємства «Оризон-Навігація» |
| За інформаційно-телекомунікаційні системи з використанням мікрохвильових технологій та спеціалізованих обчислювальних засобів                                                                                       | Непомящий Борис Олександрович    | голова правління закритого акціонерного товариства «Українські Сателітарні Системи» |
| За багатотомну науков працю «Юридична енциклопедія» | Тацій Василь Якович              | академік Національної академії наук України, ректор Національної юридичної академії України імені Ярослава Мудрого                                                                     |
| За багатотомну науков працю «Юридична енциклопедія» | Шемшученко Юрій Сергійович       | академік Національної академії наук України, директор Інституту держави і права імені В. М. Корецького НАН України                                                                     |
| За багатотомну науков працю «Юридична енциклопедія» | Погорілко Віктор Федорович       | член-кореспондент Національної академії наук України, заступник директора Інституту держави і права імені В. М. Корецького НАН України                                                 |
| За багатотомну науков працю «Юридична енциклопедія» | Семчик Віталій Іванович          | член-кореспондент Національної академії наук України, головний науковому співробітник Інституту держави і права імені В. М. Корецького НАН України                                     |
| За багатотомну науков працю «Юридична енциклопедія» | Нагребельний Володимир Петрович  | кандидат юридичних наук, заступник директора Інституту держави і права імені В. М. Корецького НАН України                                                                              |
| За багатотомну науков працю «Юридична енциклопедія» | Денисов Володимир Наумович       | доктор юридичних наук, завідувач відділу Інституту держави і права імені В. М. Корецького НАН України                                                                                  |
| За багатотомну науков працю «Юридична енциклопедія» | Усенко Ігор Борисович            | кандидат юридичних наук, завідувач відділу Інституту держави і права імені В. М. Корецького НАН України                                                                                |
| За багатотомну науков працю «Юридична енциклопедія» | Мироненко Олександр Миколайович  | доктор філософських наук, головний науковий співробітник Інституту держави і права імені В. М. Корецького НАН України                                                                  |
| За багатотомну науков працю «Юридична енциклопедія» | Горбатенко Володимир Павлович    | доктор політичних наук, завідувач Центру енциклопедичних юридичних видань Інституту держави і права імені В. М. Корецького НАН України                                                 |
| За багатотомну науков працю «Юридична енциклопедія» | Зяблюк Михайло Павлович          | кандидат юридичних наук, головний редактор Центру енциклопедичних юридичних видань Інституту держави і права імені В. М. Корецького НАН України                                        |
| За розробку і впровадження у виробництво новітніх біотехнологій відтворення, розмноження та поліпшення сільськогосподарських тварин                                                                                 | Осташко Федір Іванович           | доктор біологічних наук, головний науковий співробітник Інституту тваринництва |
| За розробку і впровадження у виробництво новітніх біотехнологій відтворення, розмноження та поліпшення сільськогосподарських тварин                                                                                 | Безуглий Микола Дмитрович        | доктор сільськогосподарських наук, головний науковий співробітник Інституту тваринництва                                                                                               |
| За розробку і впровадження у виробництво новітніх біотехнологій відтворення, розмноження та поліпшення сільськогосподарських тварин                                                                                 | Коваленко Віктору Федорович      | доктор біологічних наук, завідувач лабораторії Інституту свинарства імені О. В. Квасницького                                                                                           |
| За розробку і впровадження у виробництво новітніх біотехнологій відтворення, розмноження та поліпшення сільськогосподарських тварин                                                                                 | Мартиненко Ніна Антонівна        | доктор біологічних наук, головний науковий співробітник Інституту свинарства імені О. В. Квасницького                                                                                  |
| За розробку і впровадження у виробництво новітніх біотехнологій відтворення, розмноження та поліпшення сільськогосподарських тварин                                                                                 | Мельник Юрій Федорович           | кандидат сільськогосподарських наук, заступник Міністра аграрної політики України |
| За розробку і впровадження у виробництво новітніх біотехнологій відтворення, розмноження та поліпшення сільськогосподарських тварин                                                                                 | Кузнєцов Григорій Миколайович    | кандидат біологічних наук, голова ради Міжнародної науково-виробничої асоціації «Ембріон»                                                                                              |
| За розробку і впровадження у виробництво новітніх біотехнологій відтворення, розмноження та поліпшення сільськогосподарських тварин                                                                                 | Карасик Юрій Михайлович          | голова ради Національного об'єднання по племінній справі у тваринництві «Укрплемоб'єднання»                                                                                            |
| За розробку і впровадження у виробництво новітніх біотехнологій відтворення, розмноження та поліпшення сільськогосподарських тварин                                                                                 | Звозчик Микола Григорович        | голова агропромислового товариства з обмеженою відповідальністю «Харківплемсервіс» |
| За розробку і впровадження у виробництво новітніх біотехнологій відтворення, розмноження та поліпшення сільськогосподарських тварин                                                                                 | Смирнов Ігор Васильович          | доктор біологічних наук (посмертно) |
| За підручник «Основи гідроекології», К.: Обереги, 2001.-728с. | Романенко Віктор Дмитрович       | академік Національної академії наук України, директор Інституту гідробіології НАН України                                                                                              |
| За підручник «Землезнавство» К.: Либідь, 2000.- 464с. | Багров Микола Васильович         | член-кореспондент Національної академії наук України, ректор Таврійського національного університету імені В. І. Вернадського                                                          |
| За підручник «Землезнавство» К.: Либідь, 2000.- 464с. | Боков Володимир Олександрович    | доктор географічних наук, завідувач кафедри Таврійського національного університету імені В. І. Вернадського                                                                           |
| За підручник «Землезнавство» К.: Либідь, 2000.- 464с. | Черваньов Ігор Григорович        | доктор технічних наук, завідувач кафедри Харківського національного університету імені В. Н. Каразіна                                                                                  |